# Contrato de adesão

Contrato de adesão firmado via internet.

O contrato de adesão é uma espécie de contrato celebrado entre duas partes, em que os direitos, deveres e condições são estabelecidos pelo proponente, sem que o aderente possa discutir ou modificar seu conteúdo ou que tem esse poder de forma bastante limitada. Por isso, a posição do aderente é referida como take-it-or-leave-it (expressão inglesa que pode ser traduzida como “pegar ou largar”), uma vez que lhe restam apenas duas opções: aceitar o contrato tal como está ou rejeitá-lo.
Essa aceitação do contrato pelo aderente pode ocorrer de modo tácito ou expresso. Aceitar tacitamente é agir em concordância com aquilo que é exigido no contrato, sem que haja um documento escrito. Por sua vez, aceitar expressamente é manifestar a concordância em documento escrito.

## Definição pela legislação brasileira
Na ordenamento jurídico brasileiro, a definição de contrato de adesão se encontra no artigo 54 do Código de Defesa do Consumidor (Lei nº 8.078/90), segundo o qual “Contrato de adesão é aquele cujas cláusulas tenham sido aprovadas pela autoridade competente ou estabelecidas unilateralmente pelo fornecedor de produtos ou serviços, sem que o consumidor possa discutir ou modificar substancialmente seu conteúdo”.
Isso provoca algumas discussões entre os juristas, já que o tema de contratos é geralmente tratado pelo Código Civil, o qual reserva apenas dois dispositivos para disciplinar os contratos de adesão. Por exemplo, para Flávio Tartuce, a definição contida no artigo 54 do Código de Defesa do Consumidor deveria estar no lugar do artigo 423 do Código Civil Brasileiro. Inclusive, o Projeto de Lei nº 699/2011 tem como objetivo fazer essa alteração no Código Civil, mas ainda tramita na Câmara dos Deputados e está dependendo da criação de Comissão Especial para apreciar o projeto.
Até o momento, prevalece o entendimento fixado na III Jornada de Direito Civil, realizada em Brasília em 2004, no Enunciado Aprovado nº 171, distinguindo o contrato de adesão mencionado no Código Civil dos contratos de consumo (“O contrato de adesão, mencionado nos arts. 423 e 424 do novo Código Civil, não se confunde com o contrato de consumo”). 
Sendo assim, conforme Flávio Tartuce, o artigo 423 do Código Civil consagra a interpretação mais favorável ao aderente em caso de cláusulas ambíguas ou contraditórias; e o artigo 424, também do Código Civil, “transpõe para os contratos de adesão a excelente experiência relativa às cláusulas abusivas nos contratos de consumo, estabelecendo a nulidade absoluta das cláusulas de renúncia a um direito inerente ao negócio”.

## Insuficiência da teoria clássica dos contratos
Influenciada pelas ideias de Kant, a teoria clássica ou liberal tem no princípio da autonomia da vontade o embrião do conceito de contrato. Ao reconhecer o ser humano como ente de razão, torna-se inevitável admitir sua possibilidade de determinar sua própria vontade. É a esse poder de autodeterminação que se entende como autonomia na visão kantiana. 
Isso coincidiu com as ideias do liberalismo econômico no século XIX, sobretudo, o individualismo, de tal modo que, dessa autonomia, emergiu o princípio da liberdade contratual. O jurista Orlando Gomes entende que o mencionado princípio abrange três liberdades: (i) de celebrar ou não um contrato, (ii) de determinar a forma do contrato e (iii) de estabelecer o conteúdo do contrato. 
Como decorrência do princípio da liberdade contratual, surgem outros dois princípios que formar o conceito de contrato, a saber o do consensualismo e o da obrigatoriedade do contrato. Já que as partes contratantes têm autonomia para negociar os direitos, deveres e as condições do contrato que melhor atendam a suas vontades, diz-se que houve consenso entre as elas. No mesmo sentido, tendo em vista as liberdades dos indivíduos, isto é, ao determinar a forma e o conteúdo do contrato, as partes devem cumprir com o que ficou acordado, como se o contrato funcionasse como uma lei. Este seria então o princípio da obrigatoriedade do contrato.
Com esses três princípios que bem expressam a valorização da liberdade individual, colocando os indivíduos em um suposto patamar de igualdade na negociação, conforma-se o conceito de contrato na visão clássica: um acordo de vontades, em que as partes têm poder de estabelecer cláusulas que se adequem às suas necessidades e condições, devendo ser observado e cumprido por ambos os contratantes. 
Até meados do século XX, esse conceito (clássico) de contrato atendia bem aos fins a que foi criado, uma vez que era bastante limitado o alcance das contratações, ou seja, quem de fato contratava era um grupo restrito de pessoas. Contudo, o fim da Segunda Guerra Mundial implicou diversas mudanças na política, economia e nas questões sociais, principalmente, porque se tornou necessária uma atuação mais ativa do Estado a fim de efetivar o ideal de justiça social. 
Especialmente, as relações econômicas se dinamizaram, caracterizando-se, sobretudo, pelas exigências de rapidez para responder às demandas do mercado. Assim, começou a surgir a figura do contrato por adesão. Isso teve impacto sobre a concepção clássica dos contratos, a proteção das liberdades individuais culminou com um desbalanço de poderes entre as partes contratantes. 
Na prática, verificou-se uma padronização dos contratos de tal modo que os indivíduos economicamente mais fortes conseguiam impor suas vontades sobre aqueles que desejavam os produtos ou serviços. Tendo em vista essa massa vulnerável, desenvolveu-se um conceito para melhor disciplinar as regras contratuais: a função social do contrato.

## Função social dos contratos
A função social dos contratos é uma limitação da liberdade contratual no sentido de impedir o conflito entre o estabelecido no contrato e o interesse público. Isso significa que o contrato não deve ser usado como um instrumento de abusividades nem para a parte contratante nem para terceiros. Miguel Reale, jurista que integrou a comissão elaboradora do Código Civil de 2002, explicita o objetivo da defesa da função social do contrato, que “não vem impedir que as pessoas naturais ou jurídicas livremente o concluam, tendo em vista a realização dos mais diversos valores. O que se exige é apenas que o acordo de vontades não se verifique em detrimento da coletividade, mas represente um dos seus meios primordiais de afirmação e desenvolvimento”.
No mesmo sentido, defende o jurista Caio Mário da Silva Pereira ao tratar da função social do contrato, o qual continua existindo para que as pessoas satisfaçam seus interesses, desde que, ao exercerem sua autonomia da vontade, não haja conflito com o interesse social, “ainda que essa limitação possa atingir a própria liberdade de não contratar, como ocorre nas hipóteses de contrato obrigatório”.
É da perspectiva dessas considerações que deve ser entendido o artigo 421 do Código Civil Brasileiro, cuja redação é “A liberdade de contratar será exercida em razão e nos limites da função social do contrato”. Portanto, além dos limites impostos pela lei, a interpretação do contrato deve se orientar pela função social que ele cumpre ou deve cumprir.
Apesar dessa atenção voltada à proteção da parte mais fraca, tentando limitar o conteúdo dos contratos, inclusive os de adesão, não faltam críticas que ressaltam a vagueza da expressão “função social”. Não há regras mais específicas que determinem explicitamente o caso de um contrato estar ou não estar desempenhando uma função social. Por essa razão, diz-se que este é um conceito indeterminado ou aberto (ou, também, uma cláusula geral), o qual deve ser preenchido pelo juiz no caso concreto.

## As relações de consumo e os contratos de adesão
Sob a ótica tradicional do direito privado a relação contratual se estabelece entre duas partes que, em relativa situação de igualdade, reúnem-se para discutir e redigir cada uma das cláusulas do contrato de modo a adequá-lo a suas necessidades e interesses e, posteriormente, assiná-lo, ficando vinculadas a seus termos.
Todavia, tal visão é cada vez menos compatível com a realidade contratual moderna, uma vez que é praticamente impossível encontrar no mercado de consumo um contrato que tenha sido estabelecido a partir de um diálogo entre consumidor e fornecedor sobre quais as obrigações de cada uma das partes.
Via de regra, o que se observa é que os contratos de consumo são majoritariamente adesivos, sendo elaborados unilateralmente pelo fornecedor. Neste contexto não há verdadeira oportunidade para que o consumidor questione os termos do acordo, sendo lhe facultado apenas aceitar, ou não, o contrato.
Assim sendo, os contratos de consumo são frequentemente marcados por um indesejado desequilíbrio entre fornecedores e consumidores, isto porque o conteúdo do contrato é de redação exclusiva do fornecedor.
Em razão dessa desigualdade o Código de Defesa do Consumidor dedica especial atenção à regulamentação dos contratos de adesão, buscando resguardar os consumidores, parte mais vulnerável das relações de consumo, de possíveis abusos perpetrados pelos fornecedores, e garantindo que as relações contratuais sejam pautadas pela lealdade e transparência, com definição clara dos direitos e deveres das partes.

### Vedação às cláusulas abusivas
O fato dos contratos de adesão serem elaborados exclusivamente por uma das partes torna-os especialmente suscetíveis à inserção de cláusulas abusivas em seu texto, isto é, cláusulas cujo cumprimento importaria uma vantagem desproporcional para o fornecedor ou uma desvantagem exagerada para o consumidor.  
O legislador, ciente do risco de utilização de tais cláusulas pelos proponentes de contratos de adesão, inseriu no artigo 51 Código de Defesa do Consumidor uma vedação a uma ampla gama de disposições contratuais compreendidas como excessivamente prejudiciais aos consumidores.
Dentre as cláusulas proibidas pelo artigo 51 destacam-se algumas, às quais os consumidores devem ficar atentos ao assinarem um contrato:  (i) cláusulas que impossibilitem, exonerem ou atenuem a responsabilidade do fornecedor por vícios de qualquer natureza dos produtos e serviços ou impliquem renúncia ou disposição de direitos; (ii) cláusulas que subtraiam ao consumidor a opção de reembolso da quantia já paga, nos casos previstos neste código; (iii) cláusulas que transfiram responsabilidades a terceiros; (iv) cláusulas que estabeleçam obrigações consideradas iníquas, abusivas, que coloquem o consumidor em desvantagem exagerada, ou sejam incompatíveis com a boa-fé ou a eqüidade; (v) cláusulas que deixem ao fornecedor a opção de concluir ou não o contrato, embora obrigando o consumidor; (vi) cláusulas que permitam ao fornecedor, direta ou indiretamente, variação do preço de maneira unilateral; (vii) cláusulas que autorizem o fornecedor a cancelar o contrato unilateralmente, sem que igual direito seja conferido ao consumidor.

## Contratos de adesão nos meios eletrônicos
A evolução dos meios de comunicação trouxe alterações significativas ao comércio à distância: se no passado tal modalidade comercial foi essencialmente compreendida como sinônima de vendas por correspondência e telefonia, hoje ela é associada fundamentalmente às compras via internet através dos chamados “contratos eletrônicos”.
Segundo Maria Helena Diniz o contrato eletrônico “é uma modalidade de negócio à distância ou entre ausentes, efetivando-se via Internet por meio de instrumento eletrônico, no qual está consignado o consenso das partes contratantes”.
Tais contratos são, como quase todos os contratos de consumo contemporâneos, majoritariamente adesivos, sendo marcados por todas as vantagens (simplificação do processo de contratação e eficiência econômica) e desvantagens (desequilíbrio entre as partes e consequente vulnerabilidade dos consumidores) características deste tipo contratual.
Contudo, os contratos eletrônicos distinguem-se dos demais contratos de adesão na medida em que sua estruturação é tendente a produzir maior desequilíbrio contratual entre as partes, colocando consumidores em posição de expressiva vulnerabilidade em relação a fornecedores.
Essa desigualdade decorre de fatores como: (i) complexidade técnica dos sistemas que efetivam as transações via rede, sobre os quais os usuários usualmente possuem conhecimentos limitados, ao passo que os fornecedores são profissionais com conhecimentos especializados; (ii) fornecimento de informações incompletas ao consumidor sobre o produto ou serviço que está sendo transacionado; (iii) limitações impostas à privacidade do usuário para que lhe seja permitido transacionar com os fornecedores, sendo frequentemente necessário que aqueles cedam a estes uma grande quantidade de dados pessoais.
Os contratos eletrônicos, portanto, propiciam aos consumidores o acesso a uma ampla gama de produtos e serviços, de forma eficiente e relativamente barata. No entanto, essas vantagens vêm acompanhadas de custos para os usuários na forma da redução do acesso a informações claras, do aumento da complexidade das transações e da diminuição de sua privacidade e segurança.